# David Emmanuel
David Emmanuel (n. 31 ianuarie 1854, București – d. 4 februarie 1941, București) a fost matematician român, de naționalitate evreiască. Este considerat drept întemeietorul școlii matematice moderne din România. A fost membru de onoare (din 1936) al Academiei Române.

## Biografie

### Tinerețea
S-a născut în anul 1854 la București, într-o familie evreiască săracă și numeroasă. Tatăl său, Manole Emmanuel a fost tâmplar. A efectuat școala primară la Ploiești (1861 - 1864), ca în perioada 1865 - 1873 să parcurgă ciclul gimnazial la Gh. Lazăr și Gh. Șincai. Încă din tinerețe și-a dovedit înclinația către matematică. Ca elev, dădea meditații pentru a se putea întreține și a plăti taxe școlare.
După nenumărate lipsuri și greutăți, cu ajutorul unei burse din partea Fundației Iacob Löbel a reușit să plece la Paris pentru perioada 1873 - 1879 și să urmeze acolo cursurile de matematici superioare la Facultatea de Științe și la École Pratique des Hautes Études.În 1876 a obținut licența în  matematică și în 1877 pe cea în fizică. În anul 1879 își ia doctoratul la Sorbona cu teza Étude des intégrales abéliennes de troisième espèce, devenind astfel al doilea tânăr născut în România, după Spiru Haret, cu doctorat la Sorbona.

### Activitatea pedagogică
Întors in 1879 devine profesor la Liceul Sfântul Gheorghe din București, apoi în 1881 profesor suplinitor la Catedra de Algebră și Geometrie Analitică la Facultatea de Științe din București, apoi la Școala Specială de Artilerie și Geniu.(1881-1890)
Între 1881-1927 e profesor la Școala de Poduri și Șosele
În 1882 intră ca profesor de algebră superioară și de teoria funcțiilor la facultatea de Știință a Universității din București. Aici, în 1888, ține primele cursuri de teoria grupurilor și de teoria lui Galois. Printre studenții săi se numără Gheorghe Țițeica, Traian Lalescu și Simion Stoilow. În 1928 iese la pensie de la Universitate.
A fost președintele primului congres de matematică desfășurat în România. Sedința de deschidere a Congresului avea loc în Aula Magna a Universității din Cluj, la data de 9 mai 1929.
Biroul Congresului l-a avut ca președinte de onoare pe profesorul David Emmanuel, președinți: Gheorghe Țițeica, Dimitrie Pompeiu și I. Ionescu, iar secretar general, Petru Sergescu. Lucrările s-au desfășurat pe patru secțiuni: Algebră și Analiză (prezidată de Simion Stoilow și Constantin Popoviciu), Geometrie (prezidată de Simion Sanielevici), Matematici aplicate (prezidată de Em. Filipescu, Theodor Angheluță și A. Maior), Istoria și didactica matematicii (prezidată de G. Bratu, G. Iuga și Octav Onicescu) .
David Emmanuel a avut un rol important în introducerea în România a studiului matematicilor moderne și în abordarea riguroasă a acestora.
Printre studenții săi cei mai notabili se pot enumera, Țițeica, Lalescu, Davidoglu, Pompeiu, Sanielevici, Myller, Onicescu, Moisil, Nicolescu, Vâlcovici, Froda și alții.

## Activitatea științifică
Cercetările sale au avut ca obiectiv principal teoria funcțiilor eliptice și a obținut diverse rezultate originale în acest domeniu.  A îmbinat ideile lui Weierstrass cu cele ale lui Cauchy.
În cercetările sale a mai fost influențat de spiritul riguros al lui Cauchy, Puiseux, Briot, Bouquet.

## In memoriam
- O stradă din cartierul Dorobanți din București îi poartă numele.[9]

## Scrieri
David Emmanuel a scris 14 cărți.
- Étude des intégrales abeliennes de troisième espèce, teza de doctorat;
- 1904: Sur les intégrales pseudoelliptiques;
- 1913: Funcțiuni eliptice;
- 1924 - 1927: Lecțiuni de teoria funcțiilor
- Studiul integralei abeliene de speța a treia.